# Station Gryźliny
Station Gryźliny is een spoorwegstation in de Poolse plaats Gryźliny.